# Tomcats
Tomcats es una película estadounidense de comedia estrenada en 2001, escrita y dirigida por Gregory Poirier.

## Argumento
Un grupo de amigos hace una apuesta que podría ayudar mucho a Michael Delaney (Jerry O'Connell), quien quedó endeudado con un casino en las Vegas debido a una noche donde apostó dinero y lo perdió. Sólo hay algo que se interpone en su trayecto, el joven Kyle (Jake Busey), que se conoce por tener muchas novias y por ser el rival de Michael para ganar la apuesta, pagar el dinero y salvar su vida, es difícil para Michael, y sólo tiene a alguien para ayudarlo: Natalie Parker (Shannon Elizabeth).

## Recepción
Tomcats fue rechazada por la crítica. Desde octubre de 2011, la película tiene una clasificación de 15% en Rotten Tomatoes, con la declaración siguiente de su sumario: “¿Para qué molestarse? Tu ya sabes si la vas a ir a ver o no.”. Peter Travers de Rolling Stone dijo “Tomcats está mezclada con tanta misoginia rampante que las risas se atoran en tu garganta.”. Por su parte, The New York Times declaró: "La película es entusiastamente vulgar pero no es particularmente divertida, quizás porque pierde frecuentemente la distinción entre humor grotesco y lo meramente grotesco."